# العودة إلى 15
العودة إلي 15 (بالبرتغالية: De Volta aos 15‏) هو مسلسل تلفزيوني كوميدي درامي برازيلي مقتبس من رواية 2013 تحمل نفس الاسم للكاتب برونا فييرا، والذي من المقرر أن يتم عرضه على نتفليكس في 25 فبراير 2022.

## الحبكة
أنيتا هي امرأة تبلغ من العمر 30 عامًا، انتهى بها الأمر بالعودة عندما كانت في الخامسة عشرة من عمرها. ينتهي الأمر بالشابة في محاولة لإصلاح حياة كل من حولها، لكن كل تغيير في الماضي يؤثر على مستقبل الجميع وليس دائمًا للأفضل.
تحاول أنيتا إصلاح حياة كارول، ابنة عمها المتورطة مع أكبر فتى نفايات في المدينة؛ لويزا، أختها التي تعيش محاصرة في دور أميرة المدينة الصغيرة؛ سيزار، صديقه الجديد الذي يحتاج إلى الشجاعة ليكون على ما هو عليه؛ وهنريك ، صديقتها المقربة والتي تقع في حبها سرًا.